# Arhiducesa Maria Dorothea de Austria
Maria Dorothea de Austria, (Maria Dorothea Amalie, Erzherzogin von Österreich; 14 iunie 1867 - 6 aprilie 1932) a fost prin naștere membră a linie maghiare a Casei de Habsburg-Lorena, Arhiducesă de Austria, Prințesă de Boemia, Ungaria și Toscana. Prin căsătoria cu Philippe, Duce de Orléans, Maria Dorothea  a fost membră a Casei de Orléans. Philippe a fost pretendent orléanist la tronul Franței din 1894 până în 1926 și cunoscut de monarhiștii orleaniști drept "Filip al VIII-lea al Franței". 

## Familie
Maria Dorothea a fost al doilea copil și a doua fiică a Arhiducelui Joseph Karl de Austria și a Prințesei Clotilde de Saxa-Coburg și Gotha. Pe linie paternă Maria Dorothea a fost strănepoata împăratului Leopold al II-lea. Pe linie maternă a fost strănepoata regelui Louis-Philippe al Franței.

## Căsătorie

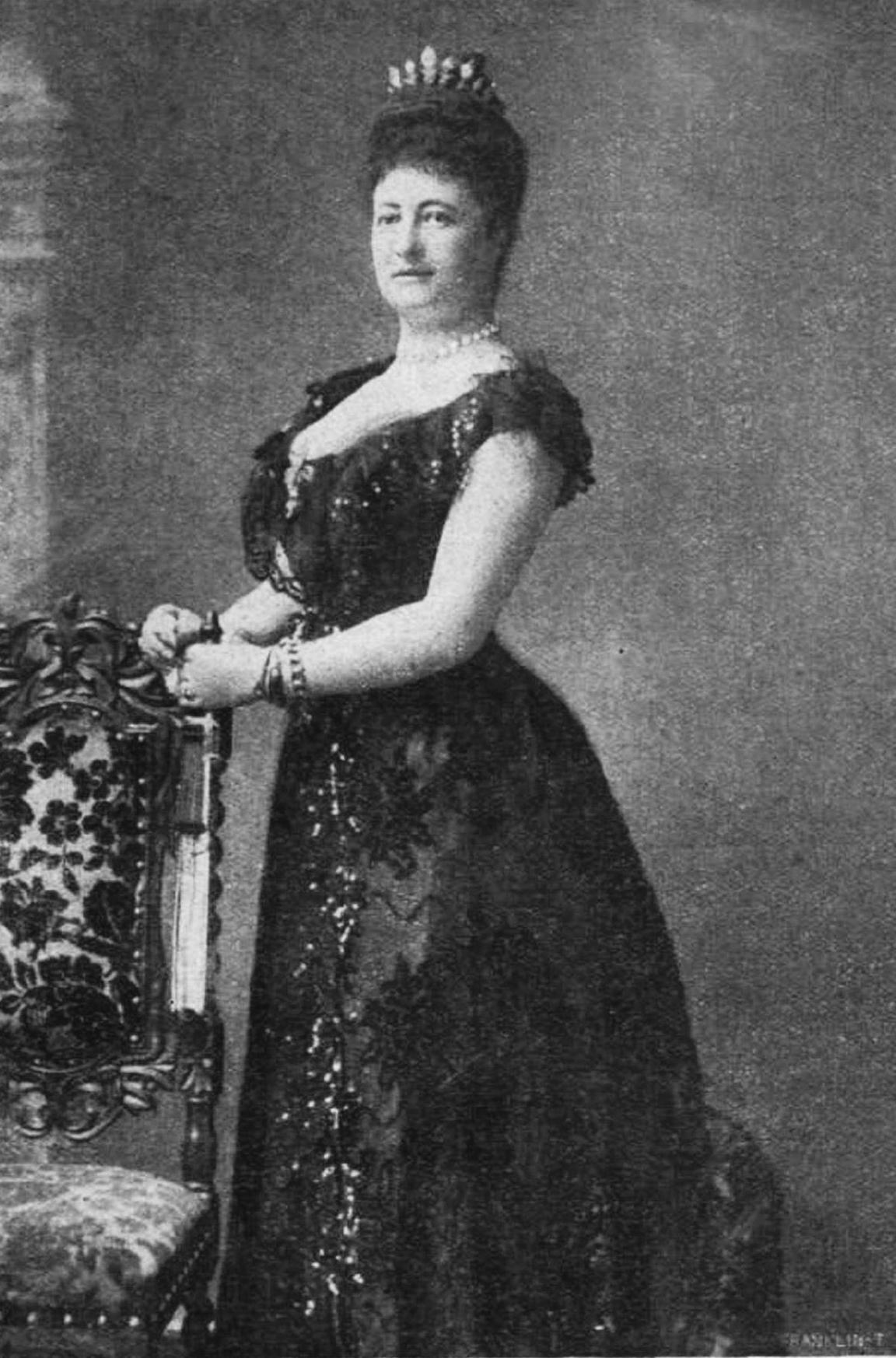
Portret al Arhiducesei Maria Dorothea de Austria

Contele de Paris a decedat în 1894 și fiul său ducele de Orléans a moștenit la 25 de ani imensa avere a familiei Orléans și pretențiile la coroana Franței. El trebuia să se căsătorească conform rangul său pentru a asigura descendenți. Cu toate acestea, nici un suveran - inclusiv unchiul belgian - n-a fost dispus să-și dea una din fiice pretendentului orléanist.
Prințesa octogenară Clémentine, capul politic al familiei (ea a reușit să-l pună pe fiul ei pe tronul Bulgariei) și pețitoare neobosită, a propus o candidată: propria sa nepoată, arhiducesa Maria Dorothea, verișoara ducelui.
Membră a unei ramuri mai mici a Casei Imperiale, o astfel de căsătorie nu putea submina relațiile austro-franceze în special că Austro-Ungaria era deja în mod oficial un aliat al Germaniei. Arhiducesa, în vârstă de aproape 30 de ani, făcea figura unei fete bătrâne și era puțin probabil că va găsi un alt pretendent în afară de vărul ei. Ea n-a putut decât să accepte.
La 5 noiembrie 1896, la Viena, Maria Dorothea s-a căsătorit cu Philippe, Duce de Orléans, fiul cel mare al Contelui Philippe de Paris și a soției acestuia, Prințesa Marie Isabelle de Orléans.
După câțiva ani de mariaj relația cuplului s-a deteriorat și Maria Dorothea a început să petreacă din ce în ce mai mult timp la moșia familiei ei în Alcsút. În 1906, Philippe a încercat să se reapropie de soția sa și s-a dus la Alcsút să o convingă să se stabilească cu el la Manoir d'Anjou în apropierea Bruxelles. Maria Dorothea a refuzat categoric. Decizia arhiducesei a fost atât de fermă încât la izbucnirea Primului Război Mondial în 1914 ea a decis să rămână în Ungaria, țară aliată cu Germania, deși în principiu pretindea titlul de "regină a Franței", decizie care nu a fost iertată niciodată de soțul ei. Cuplul s-a separat la sfârșitul războiului.
Ducele a murit în 1926 la Palermo, Sicilia, ducesa în 1932 la Alcsút.